# OQ-17靶機
Radioplane OQ-17是一款由無線電飛機公司研製的無人靶機，並服役於美國陸軍航空軍和美國海軍。由於其不可靠的發動機，很快就被OQ-19所取代。

## 發展
隨著二戰接近尾聲，美國陸軍航空軍開始籌劃替換早前服役的OQ-2系列靶機，並且需要更好的機動能力。而無線電飛機公司根據此一要求，由設計師雷金納德·丹尼提出RP-18方案。
RP-18採用全金屬結構，配備高置機翼和常規尾翼，採用萊特O-45四缸水平對置引擎，並通過彈射發射。OQ-17採用無線電控制，若無人機在訓練中未被擊落，則可以通過機載降落傘回收。
RP-18於1945年3月開始測試，經過試驗後，美國陸軍航空軍於1946年2月下訂量產訂單，並將其命名為OQ-17。美國海軍索後也訂購此款無人機，最初以XTD4D-1的名義進行評估，但在投入服役前，TD4D-1重新命名為KDR-1 Quail。
然而，最終因爲發動機的設計問題，OQ-17和KDR最終只生產430架，隨後便被OQ-19取代。

## 型號
- RP-18 -原型機[1]
- XOQ-17 -美國陸軍航空軍用來測試的RP-18[1]
- OQ-17 -航空軍的量產版本[1]
- XTD4D-1-海軍用來測試的RP-18[1]
- TD4D-1 - 美國海軍量產版本的XTD4D-1[1]
- KDR-1 - 美國海軍重新給予XTD4D-1的編號[1]
- KDR-2 - KDR-1的升級版本[1]